# هارمان فان دن بيرغ
هارمان فان دن بيرغ (بالإنجليزية: Harman van den Berg)‏ هو لاعب كرة قدم جنوب أفريقي، ولد في 21 مارس 1918 في كيب تاون في جنوب أفريقيا، وتوفي في 6 أغسطس 2006. لعب مع نادي ليفربول.